# 케빈 카터
케빈 카터(Kevin Carter, 1960년 9월 13일 ~ 1994년 7월 27일)는 남아프리카 공화국의 사진 기자이다.
뱅뱅 클럽(Bang-Bang Club)의 회원으로 활동했으며, 1993년 수단의 기근을 묘사한 사진으로 1994년 퓰리처상을 수상했다. 33세의 나이에 자살했다. 그의 이야기는 그레그 마리노비치(Greg Marinovich)와 주앙 실바(João Silva)가 집필하고 2000년에 출판한 뱅뱅 클럽(The Bang-Bang Club)이라는 책에 묘사되어 있다.

## 어린 시절
케빈 카터는 남아프리카 요하네스버그에서 태어나 백인만 사는 중산층 동네에서 자랐다. 어렸을 때 그는 이 지역에 불법적으로 거주하고 있는 흑인들을 체포하기 위해 경찰이 급습하는 것을 가끔 목격했다. 그는 나중에 가톨릭 신자인 "자유주의적" 가문인 그의 부모가 아파르트헤이트 반대 투쟁에 대해 "부족한" 가족일 수 있는지 의문을 제기했다고 말했다.
고등학교 졸업 후 카터는 약사가 되기 위해 학업을 중단하고 군대에 징집되었다. 그는 보병대에서 탈출하기 위해 공군에 입대해 4년 동안 복무했다. 1980년에 그는 흑인 식당 웨이터가 모욕당하는 것을 목격했다. 카터는 그 남자를 변호했고 그 결과 그는 다른 군인들에게 심하게 구타당했다. 그 후 그는 "데이비드"라는 이름의 라디오 디스크 자키로서 새로운 삶을 시작하려고 무단으로 떠났다. 그러나 이것은 그가 예상했던 것보다 더 어려운 것으로 판명되었다. 얼마 지나지 않아 그는 남은 병역 의무를 이행하기로 결정했다. 1983년 프리토리아에서 발생한 교회 거리 폭탄 테러를 목격한 후 그는 뉴스 사진작가이자 저널리스트가 되기로 결심했다.